# ويليام آدامز ووكر
ويليام آدامز ووكر (بالإنجليزية: William A. Walker)‏ هو محامي وسياسي أمريكي، ولد في 5 يونيو 1805 بنيويورك في الولايات المتحدة، وتوفي في 18 ديسمبر 1861 في الولايات المتحدة. حزبياً، نشط في الحزب الديمقراطي. انتخب عضو مجلس النواب الأمريكي.